# Гористо (Струго-Красненский район)
Гористо — деревня в Струго-Красненском районе Псковской области России. Входит в состав сельского поселения «Новосельская волость».

## География
Находится на северо-востоке региона, в южной части района, в лесной местности у реки Лонна около д. Заборье.
Уличная сеть: ул. Новосёлов и ул. Партизанская.

## История
Согласно Закону Псковской области от 28 февраля 2005 года деревня Гористо вошла в состав образованного муниципального образования Цапельская волость.
До апреля 2015 года деревня Гористо входила в Цапельскую волость.
В соответствии с Законом Псковской области от 30 марта 2015 года № 1508-ОЗ деревня Гористо, вместе с другими селениями упраздненной Цапельской волости, вошла в состав образованного муниципального образования Новосельская волость.

## Население
| 2001 | 2002 | 2010 | 2011 |
| ---- | ---- | ---- | ---- |
| 21   | ↗28  | ↘8   | ↗10  |

## Инфраструктура
Личное подсобное хозяйство. Вывоз леса, деревообработка.
Почтовое отделение, обслуживающее д. Гористо, — 181125; расположено в д. Цапелька.

## Транспорт
Просёлочные дороги.